# الأشرفية (حمص)
الأشرفية قرية سوريّة تتبع إداريّاً لمحافظة حمص منطقة حمص ناحية حمص، بلغ تعداد سكانها 1,885 نسمة حسب التعداد السكاني لعام 2004.